# Filmologia
Filmologia é o estudo da influência do filme na sociedade e seu relacionamento com a realidade, as demais artes e os espectadores em geral. Como disciplina acadêmica, surgiu na França em 1947, por obra de Gilbert Cohen-Séat.

## Conceituação
A filmologia aborda o cinema como um meio, em vez de abordar filmes individuais, embora teóricos freqüentemente usem filmes individuais como exemplo ao criar suas teorias e a filmologia seja freqüentemente utilizada nas discussões sobre filmes individuais. A filmologia se diferencia da crítica de cinema, a qual se concentra na avaliação de filmes individuais. A filmologia também difere da análise de filmes, a qual objetiva descrever como características específicas de um filme se relacionam umas com as outras na estrutura de um filme (ou conjunto de filmes) como um todo. Assim, a filmologia pode notar que um filme é diferente da realidade, onde o espectador não pode controlar o que vê; a análise de um filme pode notar que uma tomada específica restringe o conhecimento do espectador de um ponto futuro da trama; e a crítica de um filme pode louvar o uso pelo cineasta do enquadramento para aumentar o suspense.